# 龜田鵬齋
龜田鵬齋（日语：／ Kameda Bōsai ?，1752年10月21日—1826年4月15日）是江户时代中後期、化政文化時期的書法家、南畫家、儒學家。“鵬齋”是其号；本名“翼”，後改名“長興”，略稱為“興”；表字有圖南、公龍、穉龍、士龍、士雲、公芸；其他別號稱呼还有很多，有齋號“善身堂”，其他還有“風顛生”、“歇惰醉民”、“太平醉民”等，俗稱“文左衛門”。又因為反對寬政異學之禁而成為被叫做“寬政五鬼”的其中一人。

## 經歷
龜田鵬齋於宝暦2年（1752年）生於江戶，一說為上野國（今位於群馬縣內東南），其父為萬右衛門，來自上野國邑樂郡富永村，是日本橋橫山町玳瑁商長門屋的掌柜，他在鵬齋7歲左右接管了這個長門屋。鵬齋母親在鵬齋出生9個月之後就去世了。
鵬齋6歲時受到了三井親和的書法指導。14歲時到日本儒學折衷學派的井上金峨的門下學習，後來龜田鵬齋也成为折衷學派的重要人物。到寬政2年（1790年）寬政異學之禁時，龜田鵬齋是反對獨崇朱子學的“寬政五鬼”之首。
享和2年（1802年），他和同為畫家的谷文晁、酒井抱一到常陸國旅行。後來這三人成爲了至交契友，被叫做（下谷的三幅聯畫，聯畫有不可分開之意）。
鵬齋的書法受怀素影響，對其評價有這樣的川柳流傳。
晚年，即使因中風而導致半身不遂，仍在繼續寫書、作詩。終年74歲。葬於今戶称福寺。

## 作品
- 《胸中山》之“懐行楽𩂜”落款為“无闷居士”，1816年
- 落款為“鹏斋老人真醉写”的作品。紐約大都會藝術博物館藏

- 鵬齋所寫 五言律詩四行草書「瀑近春風温」
- 抱一畫、鵬齋字，紐約大都會藝術博物館藏
- 檀香山艺术博物馆藏
- 洛杉磯郡藝術博物館藏
- “形骸痛飲中”

### 書目
- 倉田 信靖，橋本 榮治. . 日本の思想家. 明徳出版社. 1984-01. ISBN 978-4896196252 （日语）.
- 杉村 英治. . 三樹書房. 1985-06. ASIN B000J6T1V4 （日语）.
- 杉村 英治. . 三樹書房. 1985-06. ASIN B000J6T1UU （日语）.
- 徳田 武. . ぺりかん社. 1986-05. ISBN 978-4831503800 （日语）.
- 徳田 進. . ゆまに書房. 1990-01. ISBN 978-4896683677 （日语）.
- 渥美 国泰. . 芸術新聞社. 1995-01. ISBN 978-4875862123 （日语）.
- 『江戸の文人交友録 亀田鵬斎とその仲間たち 渥美コレクションを中心に 平成十年度特別展図録』. 世田谷区立郷土資料館. 1998
- 林淳. 『近世・近代の著名書家による石碑集成-日下部鳴鶴・巌谷一六・金井金洞ら28名1500基-』. 勝山城博物館. 2017
- Addiss, Stephen, Kameda Bôsai’s Mountains of the Heart, Daruma Magazine, No. 60, 48-52, 2008.
- Addiss, Stephen, The world of Kameda Bôsai, the calligraphy, poetry, painting, and artistic circle of a Japanese literatus, New Orleans, New Orleans Museum of Art, 1984.
- Bôsai, Kameda Mountains of the Heart, New York, G. Braziller, 2007.